# Lara Esponda
Lara Esponda (Buenos Aires, Argentina; 8 de noviembre de 2005) es una futbolista argentina. Juega de arquera en el club River Plate de la Primera División Femenina de Argentina.

## Trayectoria

### Inicios
Comenzó jugando en una escuelita de fútbol en Ituzaingó como delantera, aunque debido a la ausencia de la arquera, ella la remplazó, e inició su carrera en dicha posición.

### River Plate
Llegó al millonario a los 9 años, y a los 11 años comenzó a entrenarse con la primera. Forma parte del primer equipo de River Plate desde la temporada 2019-20. Debutó el 9 de marzo de 2020 a la edad de 14 años convirtiéndose en la futbolista más joven en debutar en la primera división. En el año 2018 fue campeona de la Liga de Desarrollo sub-14 con River, siendo ella la arquera titular, venciendo 1-0 al seleccionado femenino de la Liga del Valle del Chubut. En enero de 2023 firmó su primer contrato profesional.
Durante la pretemporada que se llevaba a cabo en enero de 2024, Esponda sufrió la rotura del ligamento cruzado anterior de su rodilla derecha.

## Selección nacional

### Selección sub-17
Luego de su paso por el seleccionado sub-15, el 13 de octubre de 2020 fue convocada a la Selección Argentina Sub-17.

### Selección sub-20
Su primera convocatoria al seleccionado sub-20 fue en febrero de 2022 para disputar el Sudamericano 2022 de Chile. Disputó los 4 encuentros del campeonato recibiendo 2 goles (ambos en la derrota frente a Venezuela). La albiceleste culminó tercera y no accedió a la siguiente ronda. Fue parte de una convocatoria mixta entre sub-18 y sub-20 para el torneo COTIF La Alcudia 2022. El equipo acabó subcampeón.

### Selección mayor
Fue convocada al combinado mayor por primera vez en noviembre de 2021 para disputar dos partidos amistosos de fecha FIFA frente a Ecuador de cara a la Copa América. Estuvo en el banco de suplentes en ambos encuentros.
El 8 de julio de 2023 es confirmada dentro de la lista de 23 convocadas para la Copa Mundial Femenina de Fútbol de 2023, disputando así su primer mundial mayor con tan solo 17 años.

#### Participaciones en Copas del Mundo
| Mundial                                 | Sede                     | Resultado      | Partidos | GR |
| --------------------------------------- | ------------------------ | -------------- | -------- | -- |
| Copa Mundial Femenina de Fútbol de 2023 | Australia/ Nueva Zelanda | Fase de grupos | 0        | 0  |

## Estadísticas

### Clubes
| Club        | País      | Año             |
| ----------- | --------- | --------------- |
| River Plate | Argentina | 2019 - presente |

## Palmarés
| Título       | Club        | País      | Año  |
| ------------ | ----------- | --------- | ---- |
| Copa Federal | River Plate | Argentina | 2022 |